# Kalavan
Kalavan (in armeno Կալավան?, in passato Amirkher) è un comune dell'Armenia di 175 abitanti (2009) della provincia di Gegharkunik.